# 블라디미르 마시코프
블라디미르 리보비치 마시코프(러시아어: Влади́мир Льво́вич Машко́в, 1963년 11월 27일 ~ )는 러시아의 배우, 영화 감독이다.

## 생애
소비에트 연방의 툴라에서 각각 극장 지배인과 배우였던 부모에게서 태어났다. 한때 소비에트 연방의 배우였던 올레크 타바코프가 지배인으로 있던 극장에서 배우로 일하였고, 1970년대에 노보시비르스크로 이주하였다. 1990년에는 모스크바 예술 아카데미를 졸업하였다.

## 사생활
소비에트 연방의 기계 체조 선수인 옐레나 솁첸코와 결혼하여 슬하에 딸 마리야 마시코바를 두었으나, 이혼하였다. 또한 마시코프는 공식적으로 러시아의 민족주의 정당인 통합 러시아를 지지하기도 하였다.

## 출연 작품
- 쓰리 세컨즈 - 블라디미르 역

## 기타
러시아 이외의 지역에서는 미국의 게임 회사인 록스타 노스에서 개발한 게임인 그랜드 테프트 오토 IV의 주인공인 니코 벨릭의 모델을 거절한 것으로 유명하다.